# Таджиев, Камиль Таджиевич
Камиль Таджиевич Таджиев (25 октября 1910, Таджикистан — 1981, Душанбе) — советский учёный, доктор медицинских наук (1960), профессор (1961), член-корреспондент АН Таджикской ССР (1965).

## Биография
Родился 25 октября 1910 в городе Канибадаме. Окончил 1-й Московский медицинский институт (1937).
Участник Великой Отечественной войны. Призван 25 августа 1941 года. Военврач 3-го ранга. Служил в 472 омедсб 38-й стрелковой дивизии второго формирования, в 528-й омср 1-й гвардейской артиллерийской дивизии прорыва РГК 1-го Украинского фронта, гвардии майор медицинской службы.
После демобилизации работал ассистентом кафедры общей хирургии Государственного медицинского института г. Ташкента (1946—1951). В 1951 году защитил кандидатскую диссертацию на тему «Белковая, углеводная и антитоксическая функции печени при гнойных и гнойно-септических заболеваниях».
С 1952 года работал в Таджикском государственном медицинском институте (ТГМИ) на кафедре общей хирургии. В 1958—1964 годы главный хирург Министерства здравоохранения Таджикской ССР.
В 1960 году защитил докторскую диссертацию «Операционные и послеоперационные осложнения при оперативном лечении митрального стеноза и борьба с ними». В 1961 году утверждён в учёном звании профессора. В 1959—1974 заведующий кафедрой общей хирургии, в 1965—1973 ректор ТГМИ им. Абуали ибн Сино. В 1965 году избран членом-корреспондентом АН Таджикской ССР по специальности «медицина».
По некоторым данным, отправлен на пенсию после неудачной операции, сделанной высокому чиновнику.
С 1974 года председатель Научного общества Таджикистана и председатель Совета ветеранов войны. Умер в Душанбе 30 марта 1981 года, похоронен на Центральном кладбище города.

## Награды
Заслуженный деятель науки Таджикской ССР (1963). Лауреат Государственной премии им. Абуали ибн Сино (1967). Награждён орденами Ленина, Отечественной войны 2-й степени, двумя орденами Красной Звезды, двумя орденами «Знак Почёта», медалями «За оборону Севастополя», «За оборону Сталинграда», «За освобождение Праги», «За взятие Берлина», Почётной грамотой Президиума Верховного Совета Таджикской ССР.